# Oblast Vraca
Oblast Vraca (bugarski Област Враца) nalazi se u sjeverozapadnoj Bugarskoj, na granici s Rumunjskom. U oblasti živi 235.189 stanovnika, dok je prosječna gustoća naseljenosti 62 stan./km² Najveći grad i administrativno središte oblasti je grad Vraca sa 63.260 stanovnika (2005.).
Oblast Vraca sastoji se od 10 općina:
1. Borovan (Борован)
2. Bjala Slatina (Бяла Слатина)
3. Hajredin (Хайредин)
4. Kozloduj (Козлодуй)
5. Krivodol (Криводол)
6. Mezdra (Мездра)
7. Mizija (Мизия)
8. Orjahovo (Оряхово)
9. Roman (Роман)
10. Vraca (Враца)

Gradovi u Oblasti Vraca:
| Grad          | Bugarski naziv | Stanovnika (31. prosinca 2005.) |
| ------------- | -------------- | ------------------------------- |
| Bjala Slatina | Бяла Слатина   | 13.165                          |
| Kozloduj      | Козлодуй       | 14.678                          |
| Krivodol      | Криводол       | 3.498                           |
| Mezdra        | Мездра         | 11.415                          |
| Mizija        | Мизия          | 3.612                           |
| Orjahovo      | Оряхово        | 5.645                           |
| Roman         | Роман          | 3.391                           |
| Vraca         | Враца          | 63.260                          |

## Vanjske poveznice
- Službena stranica oblasti  Arhivirana inačica izvorne stranice od 15. lipnja 2009. (Wayback Machine)(engl.) (bug.)